# Volcán Darwin
Volcán Darwin är en vulkan i Ecuador.   Den ligger i provinsen Galápagos, i den västra delen av landet, 1 400 km väster om huvudstaden Quito. Toppen på Volcán Darwin är 1 107 meter över havet. Volcán Darwin ligger på ön Isabela.
Terrängen runt Volcán Darwin är bergig åt nordväst, men åt sydost är den kuperad.  Trakten runt Volcán Darwin är nära nog obefolkad, med mindre än två invånare per kvadratkilometer. Det finns inga samhällen i närheten. Trakten runt Volcán Darwin är ofruktbar med lite eller ingen växtlighet.